# Estadio Sheikh Mohamed Laghdaf
El Estadio Sheikh Mohamed Laghdaf (en árabe: ملعب الشيخ محمد لغضف; en francés: Stade Sheikh Mohamed Laghdaf) es una instalación deportiva de usos múltiples ubicada en El Aaiún, en el Sahara Occidental, territorio en disputa ocupado por Marruecos. Se utiliza sobre todo para partidos de fútbol. Tiene una capacidad máxima para 30000 personas y es el estadio del equipo de fútbol JS Massira de El Aaiún.

## Historia
El estadio fue construido en 1984 e inaugurado en 1985.
En 2011 se reformó y se colocó césped sintético de 100 × 55 m.
En 2014, la Real Federación de Fútbol de Marruecos se reunió por primera vez en el estadio Sheikh-Mohamed-Laghdaf. Se prevé una nueva modernización del estadio en el marco de un plan para mejorar la infraestructura de la Liga del Sáhara. El césped se está cambiando de sintético a natural.
En 2015, para celebrar el cuadragésimo aniversario de la Marcha verde, antiguas glorias del fútbol mundial se reunieron para un partido de gala en el estadio Sheikh Mohamed Laghdaf, como Diego Maradona, Abédi Pelé y George Weah.